# Gabriel Oseciuc
Gabriel Oseciuc (n. 8 noiembrie 1950, Constanța) este un actor român.

## Biografie
S-a născut la 8 noiembrie 1950 la Constanța.
A fost căsătorit cu Eugenia Dan și cu Cornelia Pavlovici (cu ultima între 1978-1984).
În copilărie și adolescență a făcut figurație în producțiile care se filmau în Brăila. În 1971, după terminarea liceului, se angajează la Teatrul Fantasio din Constanța. Debutează în  rolul Câinelui prost în piesa de comedie muzicală pentru copii Muschetarii Măgăriei sale de Ion Lucian, producție în regia și coregrafia lui Cornel Patrichi. Urmează cursurile Institutului de Artă Teatrală și Cinematografică I. L. Caragiale între 1973-1976, perioadă în care Constantin Vaeni îi oferă rolul principal din filmul Zidul (1975). Între sfârșitul anilor 1970 și începutul anilor 1980 este actor al Teatrului Național „Ion Luca Caragiale” din București. Emigrează în Germania și apoi în Canada.

## Filmografie
- Zidul (1975) - muncitorul tipograf Victor Uțu
- Prin cenușa imperiului (1976) - tânărul Darie
- Trei zile și trei nopți (1976) - noul comisar șef Mathus
- Buzduganul cu trei peceți (1977) - Anghel
- Frunze care ard (1977)
- Aurel Vlaicu (1978) - Aurel Vlaicu
- Vacanță tragică (1979)
- Blauvogel (1979) - George (Blauvogel) als Erwachsener; regia Ulrich Weiß
- Lumini si umbre - locotenentul rus prizonier de razboi (episodul 7)
- Întoarcerea lui Vodă Lăpușneanu (1980) - Tudor Șendrea
- Zbor planat (1980) - Nelu Baronul
- Ana și „hoțul” (1981)
- Întoarcerea Vlașinilor (1984)
- Opus 11 (1984)
- Misiunea (1997) - agent KGB
- Al treilea război mondial (2001) - Serge Kurbsky
- Labirintul trecutului (2004) - agent rus